# NGC 6401
NGC 6401 is een bolvormige sterrenhoop in het sterrenbeeld Slangendrager. De sterrenhoop werd op 21 mei 1784 ontdekt door de Duits-Britse astronoom William Herschel.

## Synoniemen
- GCL 73
- ESO 520-SC11